# Hrubý Jeseník

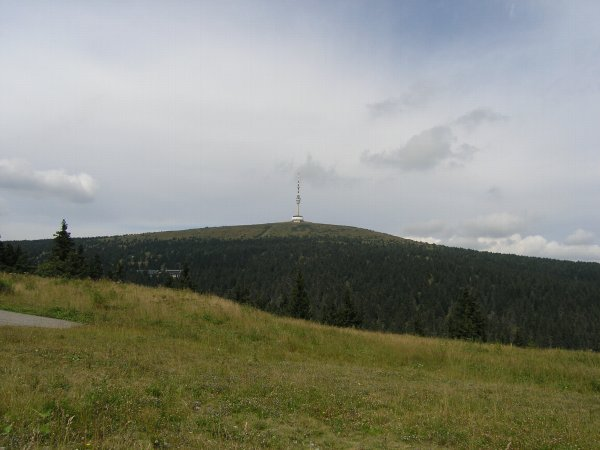
Pohled na Praděd

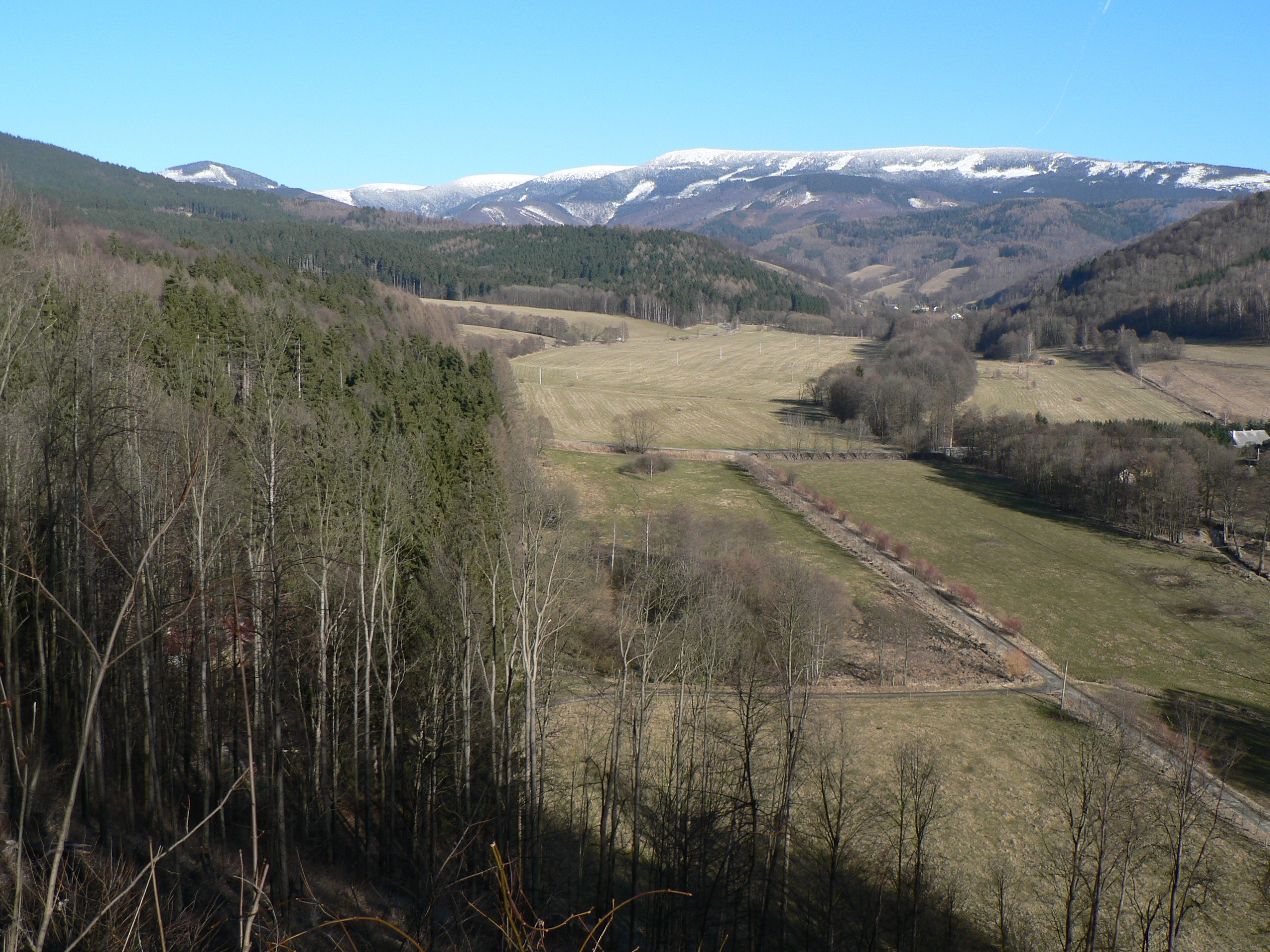
Jižní část hřebene od Vysoké Hole po Ztracené kameny

Hrubý Jeseník (Vysoký Jeseník, dle staršího významu hrubý – vysoký, polsky Wysoki Jesionik, německy Altvatergebirge) je druhým nejvyšším pohořím v Česku a dominantním pohořím Slezska a části severní Moravy, které patří ke Krkonošsko-jesenické subprovincii (respektive k Sudetům) jako jejich nejvýchodnější část. Nejvyšší hora je Praděd (1491 m n. m.).
Na území Hrubého Jeseníku byla kvůli přírodnímu bohatství a jeho zachování v roce 1969 vyhlášena chráněná krajinná oblast Jeseníky o rozloze 740 km² se sídlem v Malé Morávce (v současné době sídlí Správa CHKO v Jeseníku). Zahrnuje celkem 32 maloplošných chráněných území (4 NPR, 1 NPP, 19 PR, 8 PP). Kromě toho nabízí několik lyžařských lokalit (např. Červenohorské sedlo nebo Praděd), které jsou pro tradičně nejbohatší sněhovou nadílku v Česku navštěvovány nejdéle v roce. O poznání méně pozornosti přitahuje Nízký Jeseník, jehož nadmořská výška dosahuje pouze 802 m nad mořem (vrchol Slunečné).

## Vymezení a rozdělení
Pohoří Hrubý Jeseník má zhruba tvar písmene Y, jehož jednotlivá ramena tvoří tři hornatiny, vzájemně oddělené sedly Vidly a Červenohorské sedlo:
- Pradědská hornatina – leží v jižní části pohoří mezi sedly Skřítek a Červenohorské sedlo. Hlavními vrcholy od jihu jsou Pecny (1334 m), Břidličná hora (1358 m), Jelení hřbet (1367 m), Velký Máj (1385 m), Vysoká hole (1465 m), Petrovy kameny (1447 m), Praděd (1491 m, nejvyšší vrchol hornatiny i pohoří), Malý Děd (1369 m), Velký Jezerník (1309 m), Výrovka (1168 m) a Velký Klínovec (1167 m). Z hlavního hřebene vybíhá k západu mohutná rozsocha Mravenečníku (1344 m) s dalšími vrcholy Dlouhé stráně (1354 m) a Vřesník (1343 m), k západu hřebeny Ostružné (1184 m), Vysoké hory (1031 m) a Žárového vrchu (1101 m).
- Keprnická hornatina – leží v severozápadní části pohoří mezi Červenohorským sedlem a Ramzovským sedlem. V hlavním hřebeni leží vrcholy Červená hora (1333 m), Keprník (1423 m, nejvyšší vrchol hornatiny) a Šerák (1351 m), k jihozápadu vybíhá rozsocha Vozky (1377 m) se samostatným masívem Černé stráně (1237 m).
- Medvědská hornatina – leží v severovýchodní části pohoří. Oproti prvním dvěma hornatinám je výrazně plošší, bez nápadného hřebene. Je oddělena sedlem Vidly a táhne se k sedlu Rejvíz. K hlavním vrcholům patří Medvědí vrch (1216 m, nejvyšší vrchol hornatiny), Orlík (1204 m) a Jelení loučky (1205 m).

Kompletní geomorfologické členění Hrubého Jeseníku uvádí následující tabulka:
| Geomorfologické členění Hrubého Jeseníku                                             | Geomorfologické členění Hrubého Jeseníku | Geomorfologické členění Hrubého Jeseníku                                     |
| ------------------------------------------------------------------------------------ | ---------------------------------------- | ---------------------------------------------------------------------------- |
| ČESKÁ VYSOČINA • Krkonošsko-jesenická subprovincie • Jesenická oblast                |                                          |                                                                              |
| KEPRNICKÁ HORNATINA                                                                  | Šerácká hornatina                        | nečlení se (Keprník, 1423 m)                                                 |
| KEPRNICKÁ HORNATINA                                                                  | Přemyslovská hornatina                   | Černostráňský hřbet (Černá stráň, 1237 m) Ucháčská hornatina (Ucháč, 1009 m) |
| MEDVĚDSKÁ HORNATINA                                                                  | Hornoopavská hornatina                   | nečlení se (Medvědí vrch, 1216 m)                                            |
| MEDVĚDSKÁ HORNATINA                                                                  | Vrbenská vrchovina                       | Žárový hřbet (Žárový vrch 1101 m) Vysokohorský hřbet (Vysoká hora, 1031 m)   |
| PRADĚDSKÁ HORNATINA                                                                  | Pradědský hřbet                          | nečlení se (Praděd, 1491 m)                                                  |
| PRADĚDSKÁ HORNATINA                                                                  | Vysokoholský hřbet                       | nečlení se (Vysoká hole, 1465 m)                                             |
| PRADĚDSKÁ HORNATINA                                                                  | Desenská hornatina                       | nečlení se (Dlouhé stráně, 1354 m)                                           |
| PRADĚDSKÁ HORNATINA                                                                  | Karlovská vrchovina                      | nečlení se (Ostružná, 1184 m)                                                |
| PROVINCIE • Subprovincie • Oblast / Celek / PODCELEK • Okrsek • Podokrsek • (vrchol) |                                          |                                                                              |

Hrubý Jeseník je od okolních geomorfologických jednotek oddělen většinou výraznými sedly a hlubokými údolími řek:
- od Branenské vrchoviny (součásti Hanušovické vrchoviny) na západě sedlem Přemyslov – Nové Losiny (766 m), a údolím řeky Branné
- od Hraběšické hornatiny (součásti Hanušovické vrchoviny) na jihu údolím Klepáčovského potoka a sedlem Skřítek
- od Nízkého Jeseníku na východě zlomem a údolími řek Černá Opava a Moravice
- od Rejvízské hornatiny (součásti Zlatohorské vrchoviny) na severovýchodě sedlem Rejvíz a potoky
- od Rychlebských hor na severozápadě sedlem Ramzovským sedlem a údolím Černého potoka a Ramzovského potoka

## Název
Nejstarším, zpět do minulosti vysledovatelným zdrojem jména jesenického pohoří je německé jméno Gesenke (poprvé doloženo 1348), což bylo pojmenování městečka, které zaniklo v 15. století pod hradem Fürstenwalde u Vrbna pod Pradědem, a údolí, ve kterém leželo. Jméno údolí (v překladu "sníženina") se nicméně udrželo a v roce 1561 je v podobě Gesenck na své mapě Slezska užil pro označení celého pohoří Martin Helwig. Helwigovo užití jména potvrdil i Henel z Hennenfeldu ve svém spise Silesiographia a Jan Amos Komenský ve své mapě Moravy z roku 1627. Ve verzi této mapy, kterou vydal před rokem 1631 vlámský kartograf Jošt Hondt, se poprvé objevuje české Jeseník. Toto české jméno mohlo vzniknout hláskovou úpravou německého Gesenk, není však vyloučeno, že předlohou německého jména bylo české Jeseník označující místní vodní tok, jehož pojmenování bylo odvozeno od přívlastku jesenný - "jasanový" podle toho, že protékal jasanovým porostem, a které bylo při přejetí do němčiny přichýleno k srozumitelnému významu "sníženina". Dříve vyslovená domněnka, že německé Gesenk je pokračováním pojmenování Askiburgion oros ("jasanové hory"; v první části je germánské aska - "jasan"), které zaznamenal starověký řecký geograf Klaudios Ptolemaios, je nedoložitelná. Ve středověku byly pro Jeseníky užívána jména Niské hory nebo Moravské hory.

## Geologické aspekty
Po geologické stránce patří Jeseníky do Moravskoslezské oblasti, konkrétně Hrubý Jeseník do podoblasti Silesikum. Výrazně se zde projevilo variské vrásnění neboli hercynské, po něm v menší míře následovalo vrásnění alpínské. Napříč horstvem prochází Červenohorský hlubinný zlom, který ho dělí na dvě části, vyznačující se klenbovou strukturou. Západní reprezentuje klenba keprnická a východní desenská. Samotná klenba je tvořená mladšími migmatity. V místech, kde je narušena, tvoří povrch horniny starší, jako žuly nebo ortoruly. V okolí Červenohorského zlomu, například na Pradědu, vystupují na povrch přeměněné krystalické břidlice.

## Významné vrcholy
Autoři projektu Tisícovky Čech, Moravy a Slezska uvádí v Hrubém Jeseníku celkem 55 hlavních a 30 vedlejších vrcholů nad 1000 m. Hrubý Jeseník je tak pohořím s druhým nejvyšším počtem tisícovek (po Šumavě) a zároveň je druhým nejvyšším pohořím (po Krkonoších).
Nejvyššími horami jsou:
- Praděd (1491 m) – pátá nejvyšší hora Česka, nejvyšší hora Moravy a českého Slezska. Horní plošina 162 m vysokého televizního vysílače na vrcholu Pradědu je dokonce nejvyšším (byť umělým) bodem v České republice.
- Vysoká hole (1465 m) – na východním úbočí Velká kotlina, botanicky nejbohatší lokalita Česka
- Petrovy kameny (1447 m) – údajné dějiště čarodějnických sletů
- Keprník (1423 m) – nejvyšší vrchol Keprnické hornatiny
- Velký Máj (1385 m)
- Vozka (1377 m) – na vrcholu 7 m vysoké svorové svědecké skály

Podrobný seznam 85 nejvyšších a 15 nejprominentnějších hor Hrubého Jeseníku obsahuje Seznam vrcholů v Hrubém Jeseníku.

Následující tabulka zobrazuje všechny jesenické tisícovky:

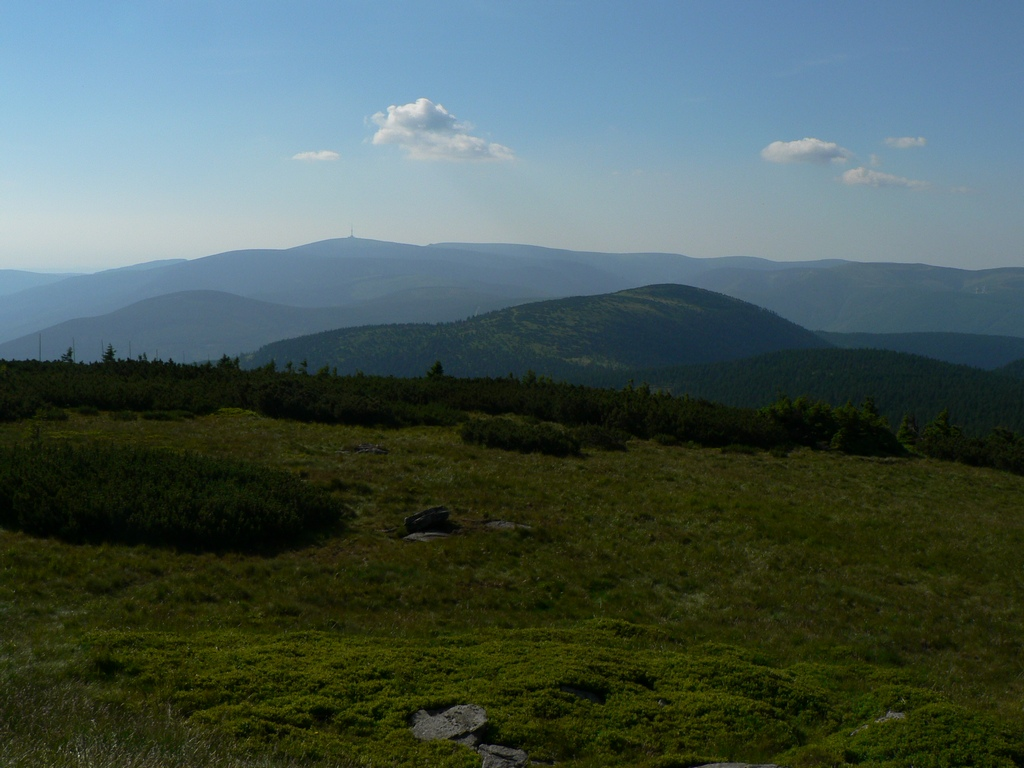
Červená hora, v pozadí pradědská část hřebene

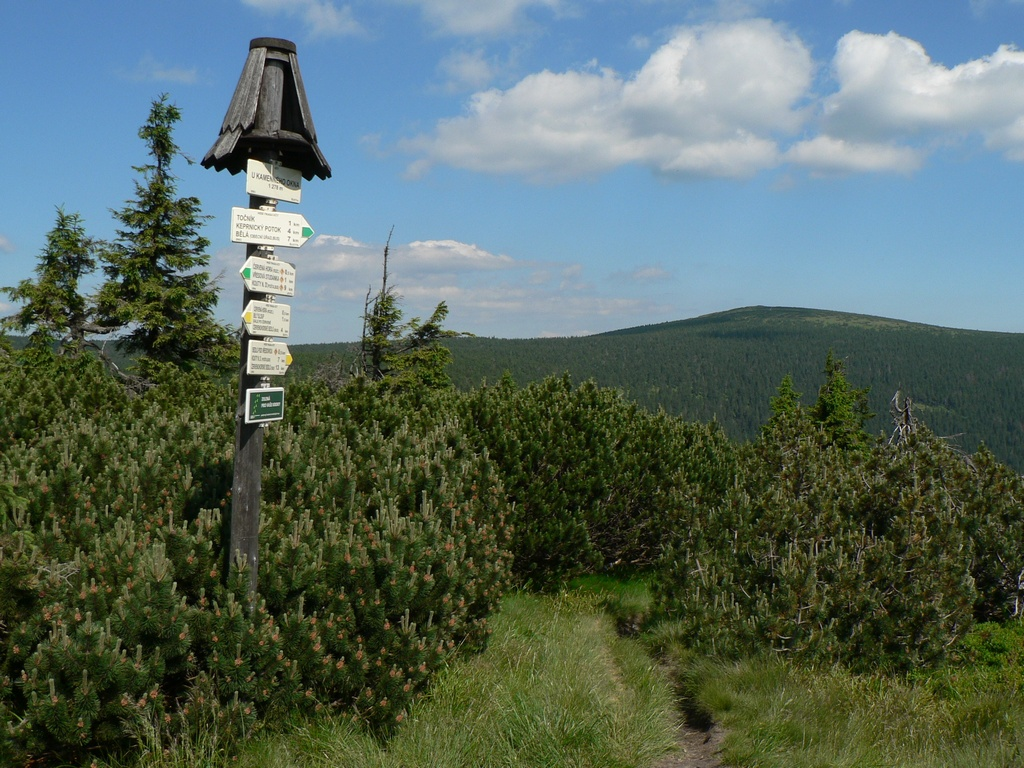
Keprník

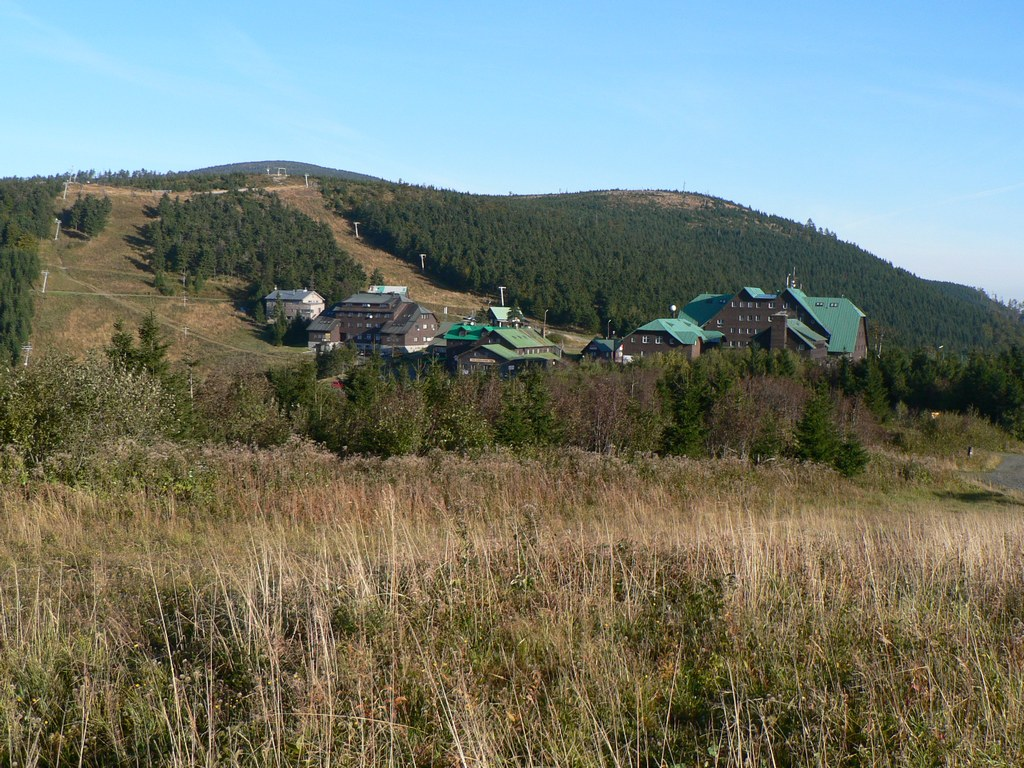
Červenohorské sedlo

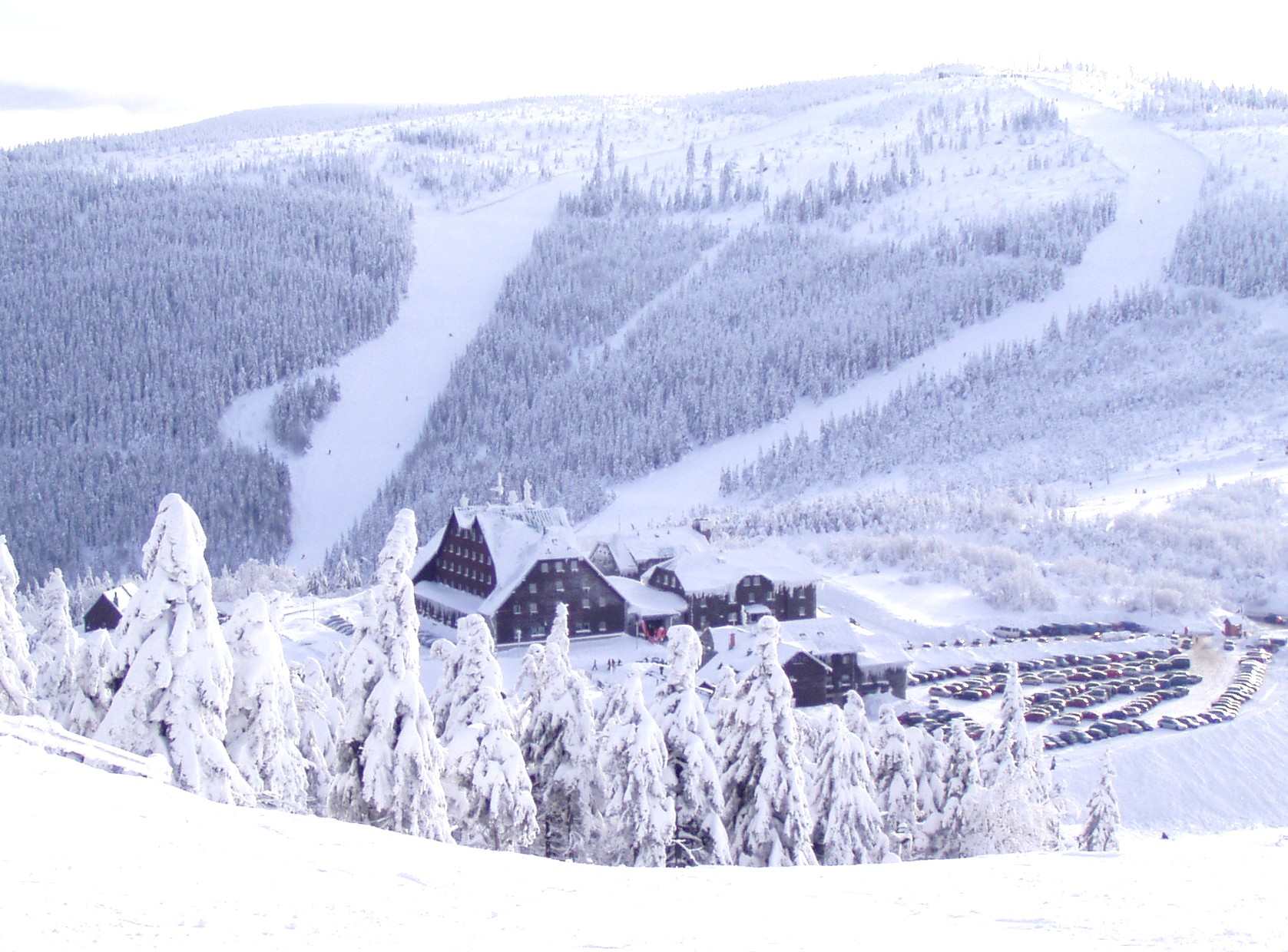
Červenohorské sedlo v zimě

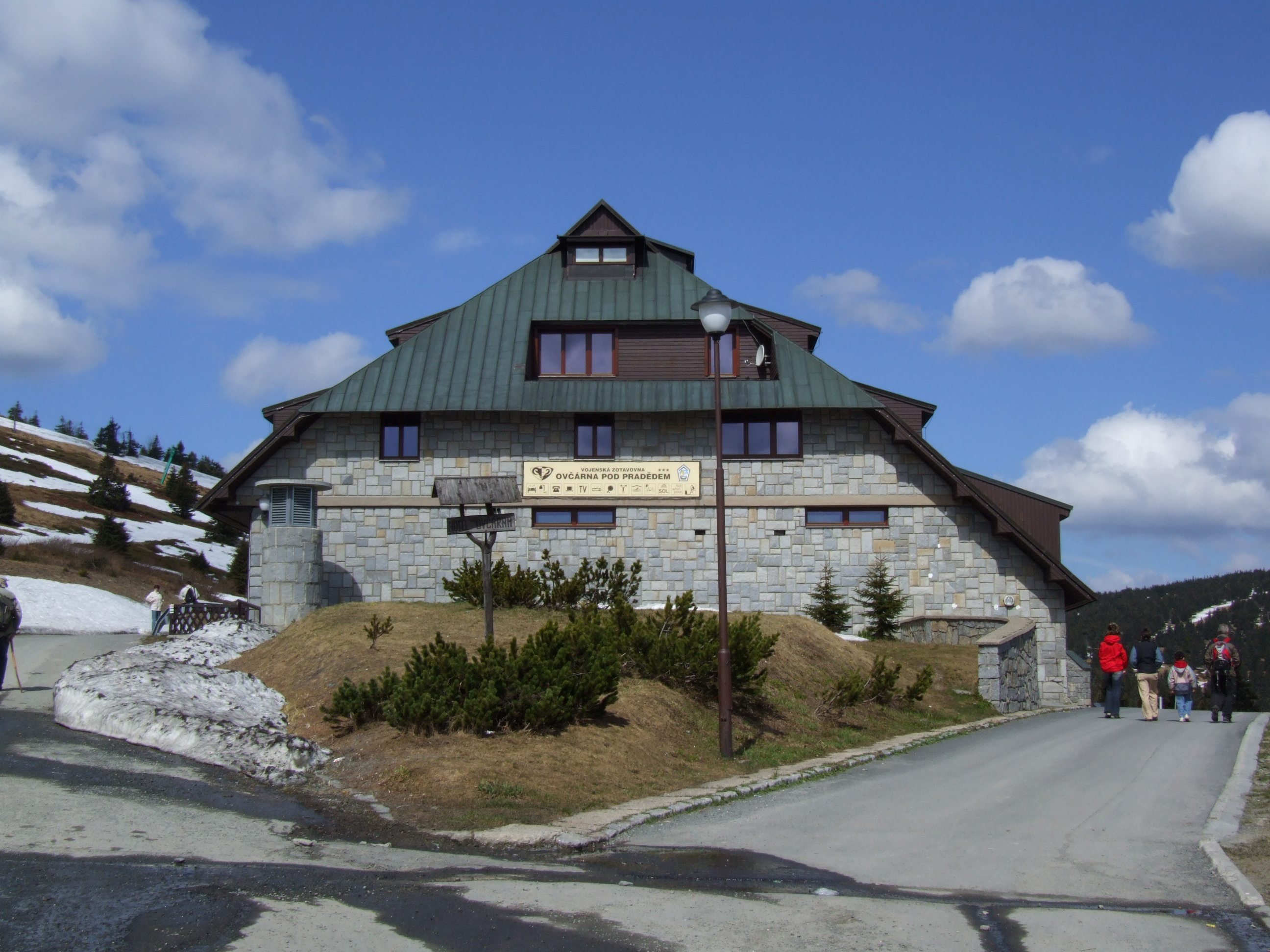
Chata Ovčárna

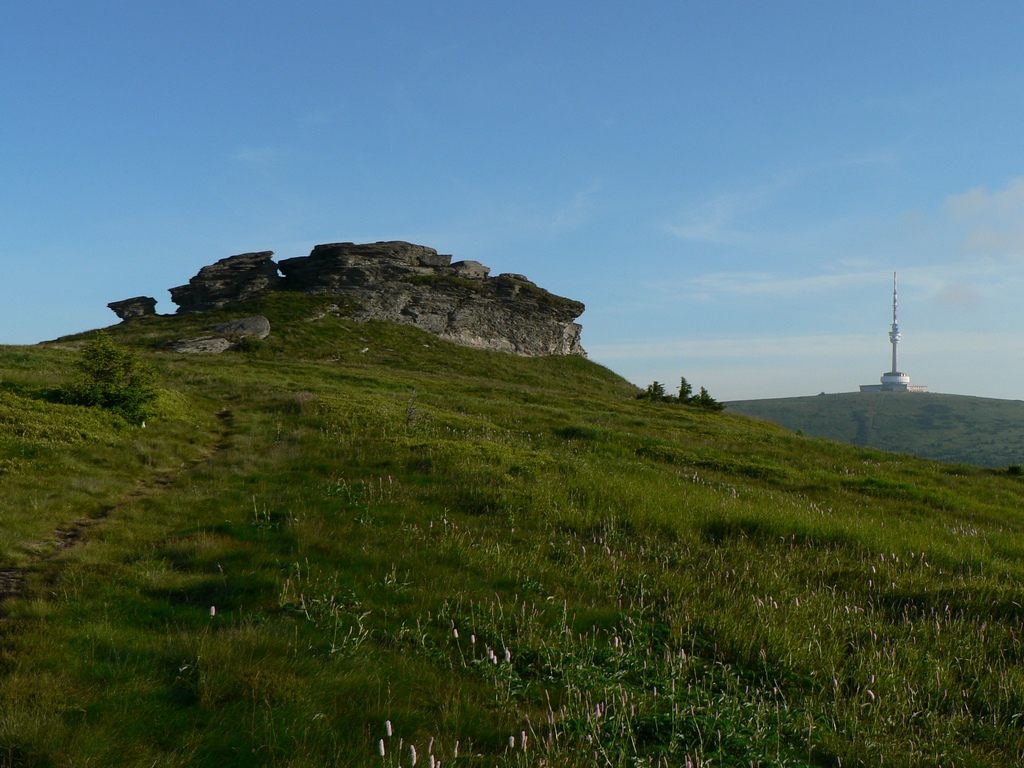
Petrovy kameny, v pozadí Praděd

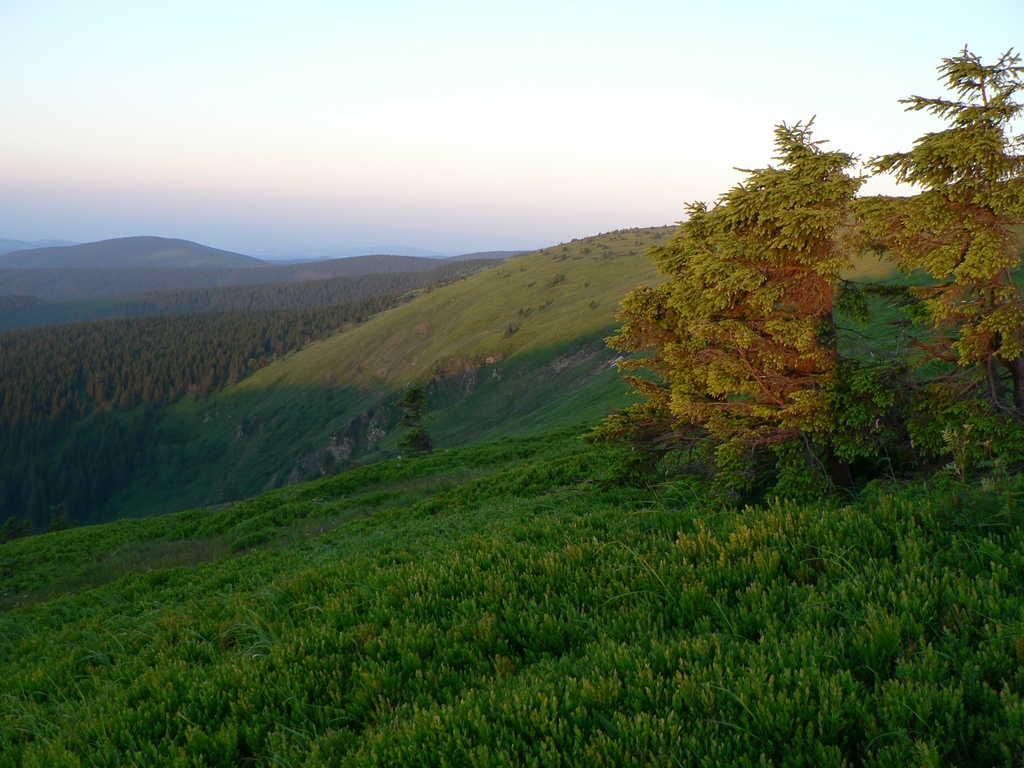
Velká kotlina

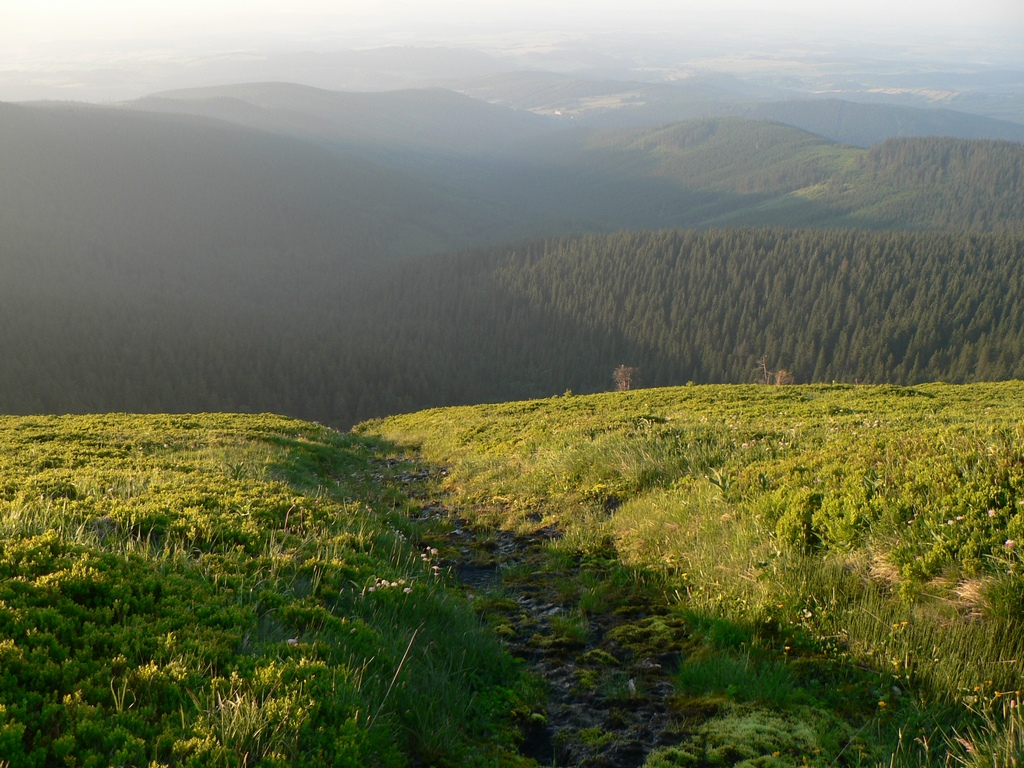
Pramen Moravice na svahu Vysoké hole

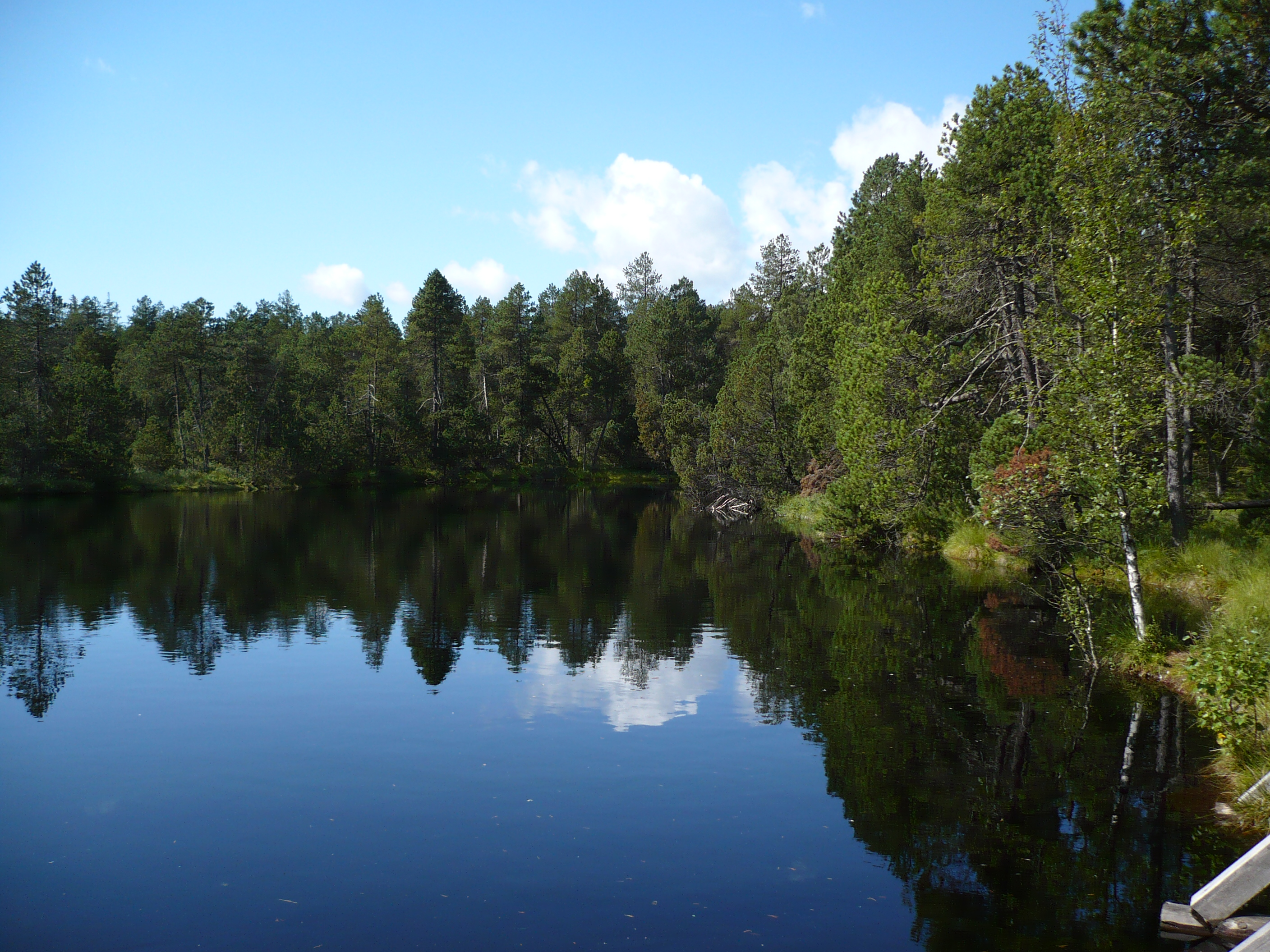
Rejvíz – Velké mechové jezírko

## Významná sedla
- Rejvíz (760 m) – odděluje Hrubý Jeseník od Zlatohorské vrchoviny
- Ramzovské sedlo (759 m) – odděluje Hrubý Jeseník od Rychlebských hor
- Červenohorské sedlo (1013 m) – odděluje Keprnickou a Pradědskou hornatinu
- sedlo Vidly (930 m) – odděluje Pradědskou a Medvědskou hornatinu
- sedlo Hvězda (852 m) – silniční sedlo u Karlovy Studánky
- sedlo Skřítek (874 m) – odděluje Hrubý Jeseník od Hraběšické vrchoviny

## Horské chaty
- Alfrédka – bývalá chata, vyhořela
- Barborka
- Červenohorské sedlo – skupina chat
- Chata Jiřího na Šeráku
- Kurzovní chata
- Ovčárna
- Chata na Skřítku
- Švýcárna
- Vřesová studánka – bývala chata, vyhořela

## Zajímavá místa

### Skalní útvary
- Čertova stěna
- Kamenné okno – nepravé skalní okno na severním hřebeni Červené hory
- Kazatelny
- Keprník – vrchol
- Obří skály – mohutné mrazové sruby na severním svahu Šeráku
- Pasák
- Pecny – vrchol
- Petrovy kameny
- Tabulové skály – u vrcholu Pradědu
- Vozka – vrchol
- Ztracené kameny

### Kotliny
- Malá kotlina – ve východním svahu Velkého Máje
- Sněžná kotlina – ve východním svahu Červené hory
- Velká kotlina – ve východním svahu Vysoké hole

### Prameny, potoky, vodopády
- Jelení studánka
- vodopády Bílé Opavy
- Vřesová studánka
- Vysoký vodopád

### Rašeliniště
- Malý a Velký Jezerník
- Rašeliniště Skřítek
- Rejvíz – s naučnou stezkou
- Trojmezí

### Zříceniny hradů
- Freudenštejn
- Fürstenwalde
- Koberštejn
- Rabenštejn
- Quinburk
- Veisenštejn

## Flóra a fauna

### Flóra
Díky velkému výškovému rozpětí jsou na území Hrubého Jeseníku zastoupena vegetační pásma od listnatého lesa po subalpínské louky.
Nejcennějšími rostlinnými společenstvy Hrubého Jeseníku jsou společenstva subalpínského stupně. Roste zde několik endemických druhů a poddruhů rostlin – zvonek jesenický (Campanula gelida), lipnice jesenická (Poa riphaea) (oba na Petrových kamenech), jitrocel tmavý sudetský (Plantago atrata sudetica), hvozdík kartouzek jesenický (Dianthus carthusianorum sudeticus) (oba ve Velké kotlině) a několik druhů jestřábníků (Hieracium). Velká kotlina je vůbec unikátní lokalitou v rámci České republiky i celé střední Evropy, bylo v ní zaznamenáno asi 350 druhů vyšších rostlin. Charakteristickým druhem subalpínského stupně je zvonek vousatý (Campanula barbata), který se pro svou nápadnost dostal do znaku CHKO Jeseníky. Řada druhů zde má jedinou lokalitu na českém území – devaterník velkokvětý (Helianthemum grandiflorum), jestřábník huňatý (Hieracium villosum), lipnice alpská (Poa alpina), psineček alpský (Agrostis alpina), šabřina tatarská (Coniosellinum tataricum), škarda sibiřská (Crepis sibirica), zvonečník hlavatý horský (Phyteuma orbiculare montanum). Další druhy rostou na území ČR mimo Hrubý Jeseník jen na několika málo místech – hlaváč lesklý (Scabiosa lucida), hvozdík pyšný alpínský (Dianthus superbus alpestris), jalovec obecný nízký (Juniperus communis alpina), jestřábník alpský (Hieracium alpinum), jestřábník černý (Hieracium nigritum), jestřábník kalný (Hieracium stygium), jestřábník omanovitý (Hieracium inuloides), jestřábník věsenkový (Hieracium prenanthoides), kopyšník tmavý (Hedysarum hedysaroides), prasetník jednoúborný (Hypochaeris uniflora), ostřice nejtmavší (Carex aterrima), ostřice pochvatá (Carex vaginata), ostřice skalní (Carex rupestris), ostřice tmavá (Carex atrata), ostřice Bigelowova (Carex bigelowii), ovsíř dvouřízný (Avenula planiculmis), řebříček obecný sudetský (Achillea millefolium sudetica), řeřišnice rýtolistá (Cardamine resedifolia), tučnice obecná (Pinguicula vulgaris), vraneček brvitý (Selaginella selaginoides), vrba bylinná (Salix herbacea), zvonek okrouhlolistý skalní (Campanula rotundifolia sudetica). K dalším zajímavým rostlinám subalpínských poloh patří kostřava nízká (Festuca alpina), lněnka alpská (Thesium alpinum), sítina trojklaná (Juncus trifidus), violka žlutá sudetská (Viola lutea sudetica).
Jiným společenstvem, charakteristickým pro subalpínské polohy Hrubého Jeseníku, jsou vysokostébelné nivy v okolí horních toku potoků, kde roste havez česnáčková (Adenostyles alliariae), kamzičník rakouský (Doronicum austriacum), mléčivec alpský (Cicerbita alpina), oměj pestrý (Aconitum variegatum), oměj šalamounek (Aconitum callibotryon), oměj vlčí mor (Aconitum lycoctonum) a stračka vyvýšená (Delphinium elatum).
Několik vzácných druhů rostlin roste na řadě jesenických rašelinišť – např. bříza karpatská (Betula carpatica), ostřice bažinná (Carex limosa), ostřice chudokvětá (Carex pauciflora). Z běžnějších druhů rostou na rašeliništích klikva žoravina (Oxycoccus palustris) a kyhanka sivolistá (Andromeda polifolia).

### Fauna
K nejzajímavějším živočichům Hrubého Jeseníku patří motýli, ptáci a savci.
Z motýlů jsou nejnápadnější horští okáči rodu Erebia. Nad hranici lesa na hřebeni Hrubého Jeseníku létá okáč menší (Erebia sudetica) a okáč horský (Erebia epiphron) – oba se v Česku vyskytují pouze zde. V lesním pásmu se vyskytuje okáč černohnědý (Erebia ligea) a ještě níže okáč rudopásný (Erebia euryale).
Především v hřebenové oblasti Hrubého Jeseníku hnízdí několik horských druhů ptáků – datlík tříprstý, linduška luční, linduška horská, pěvuška podhorní, kos horský, čečetka tmavá. K dalším vzácnějším druhům, hnízdícím na území Hrubého Jeseníku, patří sokol stěhovavý, tetřívek obecný, jeřábek lesní, čáp černý, sluka lesní, chřástal polní a jeřábek lesní. Zá účelem ochrany vzácného ptactva, především chřástala polního a jeřábka lesního, vznikla také Ptačí oblast Jeseníky.
Ze savců je možné se zde setkat vzácně s velkými šelmami (rys ostrovid, vlk, medvěd hnědý). Druhotně byl vysazen kamzík horský. Nejzajímavějším savcem je myšivka horská, památka na ledové doby (glaciální relikt).